# Gais 1960
Fotbollsklubben Gais spelade säsongen 1960 i Division II Västra Götaland, efter att ha åkt ur allsvenskan året innan. Gais gjorde en svag säsong och slutade på sjunde plats i serien.

## Seriespel

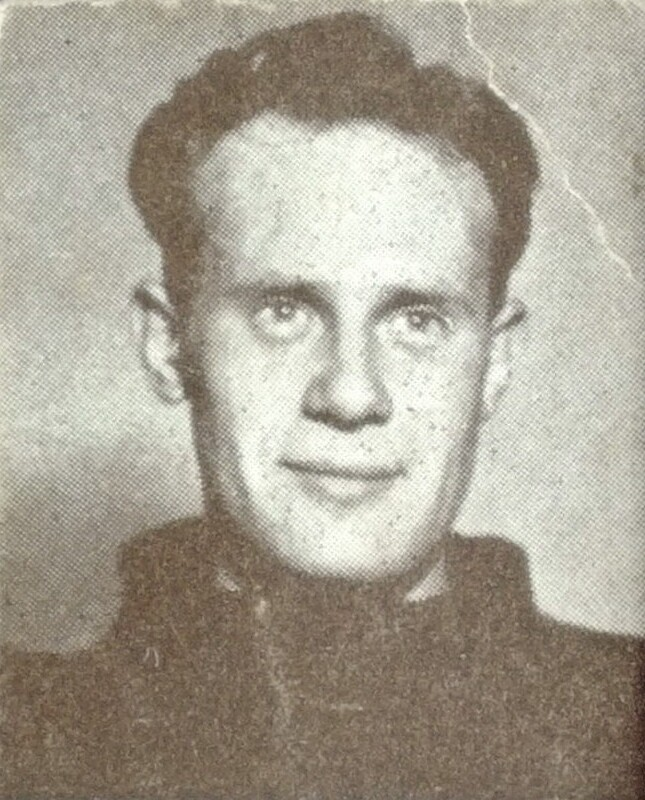
Gais gamle stormålvakt Curt Thorstensson var ny tränare i Gais säsongen 1960.

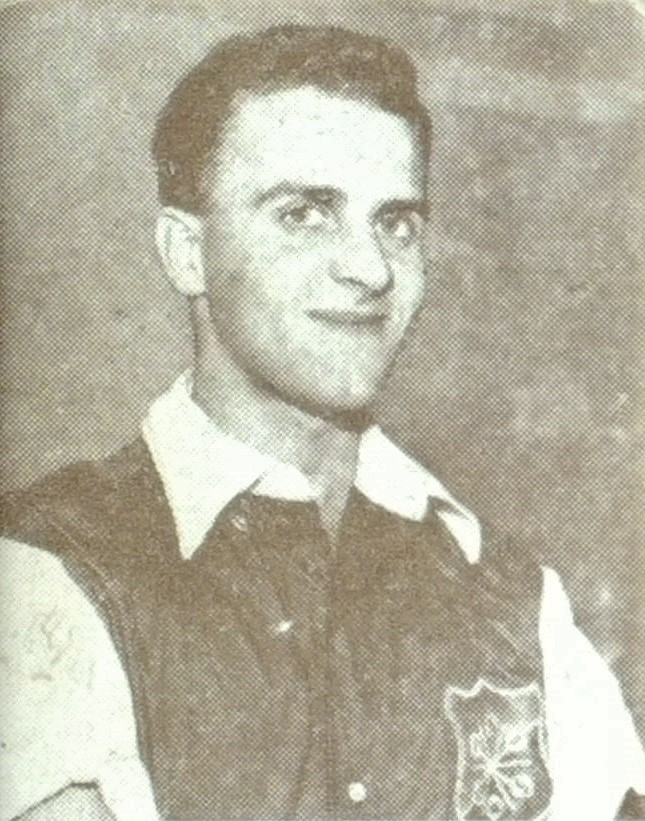
Frank "Sanny" Jacobsson gjorde sina sista matcher för Gais, trots att han egentligen hade slutat.

Gais hade åkt ur allsvenskan med buller och bång 1959, och redan under försäsongen visade Gais att man inte skulle vara att räkna med i serien: I Triangelserien förlorade man mot Örgryte IS med 6–0 trots en stormatch av målvakten Leif Andersson, och sedan förlorade man i träningsmatch efter träningsmatch innan man i seriedebuten på hemmaplan inför 6 262 åskådare förlorade med 3–0 mot senare seriesegraren IF Elfsborg, bland annat efter ett olycksaligt självmål av Bo Palle efter bara 17 minuter.
Våren fortsatte i samma dystra stil; efter åtta omgångar hade Gais 2 poäng och en målskillnad på 8–21. Den nye tränaren Curt Thorstensson och lagledaren Holger Jernsten möblerade om i det unga Gaislaget efter bästa förmåga utan att lyckas – Bo Palle var ömsom back, ömsom högerytter, Bengt Apell prövades både som back och forward, och Kent Blomqvist fick spela på en mängd olika positioner. I slutet av maj kallade en desperat Gaisledning in Sanny Jacobsson, som egentligen hade slutat och blivit tränare i Vårgårda IK, och i juni kallades även Lars Olsson in, då det äntligen vände i en 4–2-match mot Tidaholms GIF, där Sanny Jacobsson spelade sin sista match för Gais, och dessutom gjorde sitt sista mål, innan han återvände till Vårgårda. Gais följde upp denna desperata seger med ytterligare en, 3–0 mot Trollhättans IF. Trots en förlust borta mot Norrby IF (1–2) hade Gais återfått visst självförtroende, och efter vårsäsongen hade man ändå fått några positiva besked: nyförvärven Yngve "Nypon" Nyqvist, Rolf Olsson och Alf "Parveln" Johansson hade inneburit viss ny stadga i laget.
Höstsäsongen blev betydligt bättre för klubben. Efter fyra raka segrar i augusti hade man kommit ur bottenstriden och hittat en fungerande laguppställning, och säsongen avslutades med en sjundeplats. Rolf Olsson blev intern skyttekung med 11 mål.
Efter säsongen gjorde Gais återigen klart med Leif Forsberg, som året innan hade gått till IFK Trollhättan. När han lämnade Gais under krisåret 1959 hade bitterheten varit stor, men nu återtogs han med glädje.
1960 var också året då epoken Albert "Abben" Olsson tog slut. Abben, som varit en del av Gais sedan 1910-talet, fick vid årsmötet i början av 1961 lämna ifrån sig sin sekreterarpost i klubbens styrelse till Åke Lindegarth, och han tog valförlusten hårt. I Lindegarth fann Gais emellertid en modern ledare som skulle hjälpa klubben tillbaka till allsvenskan.

### Tabell
| Nr | Lag                 | S  | V  | O | F  | GM | IM | MS  | P  |
| -- | ------------------- | -- | -- | - | -- | -- | -- | --- | -- |
| 1  | IF Elfsborg         | 22 | 20 | 1 | 1  | 80 | 29 | +51 | 41 |
| 2  | IK Oddevold         | 22 | 13 | 2 | 7  | 62 | 43 | +19 | 28 |
| 3  | Norrby IF           | 22 | 12 | 3 | 7  | 45 | 38 | +7  | 27 |
| 4  | Halmstads BK (N)    | 22 | 10 | 5 | 7  | 59 | 42 | +17 | 25 |
| 5  | Husqvarna IF        | 22 | 11 | 3 | 8  | 51 | 38 | +13 | 25 |
| 6  | Östers IF (U)       | 22 | 10 | 4 | 8  | 48 | 45 | +3  | 24 |
| 7  | Gais (N)            | 22 | 9  | 4 | 9  | 39 | 37 | +2  | 22 |
| 8  | Billingsfors IK (U) | 22 | 6  | 5 | 11 | 39 | 49 | −10 | 17 |
| 9  | Fässbergs IF        | 22 | 7  | 3 | 12 | 28 | 54 | −26 | 17 |
| 10 | Waggeryds IK        | 22 | 7  | 2 | 13 | 51 | 64 | −13 | 16 |
| 11 | Tidaholms GoIF (U)  | 22 | 4  | 4 | 14 | 38 | 74 | −36 | 12 |
| 12 | Trollhättans IF     | 22 | 2  | 6 | 14 | 33 | 69 | −36 | 10 |

### Seriematcher

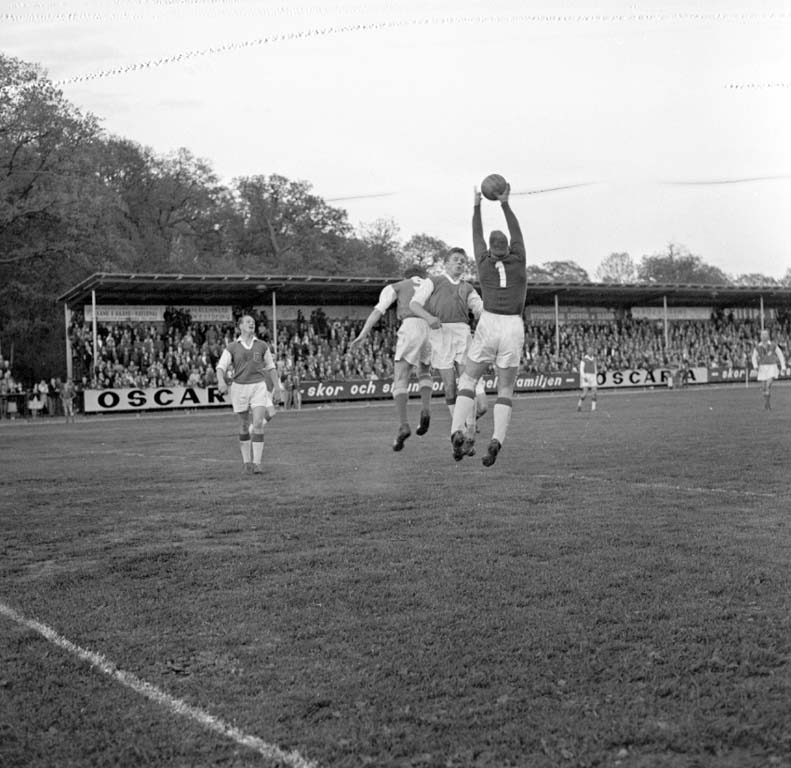
Förlustmatchen borta mot IK Oddevold på Rimnersvallen, 22 maj 1960.

| Hemmalag        | Resultat | Bortalag |
| --------------- | -------- | -------- |
| IF Elfsborg     | 0–3      | 1–2      |
| IK Oddevold     | 2–1      | 1–2      |
| Norrby IF       | 1–1      | 1–2      |
| Halmstads BK    | 2–2      | 1–4      |
| Husqvarna IF    | 1–4      | 1–2      |
| Östers IF       | 3–2      | 2–2      |
| Billingsfors IK | 4–0      | 1–1      |
| Fässbergs IF    | 0–1      | 1–0      |
| Waggeryds IK    | 2–0      | 2–4      |
| Tidaholms GoIF  | 4–2      | 2–1      |
| Trollhättans IF | 3–0      | 4–1      |

## Spelarstatistik

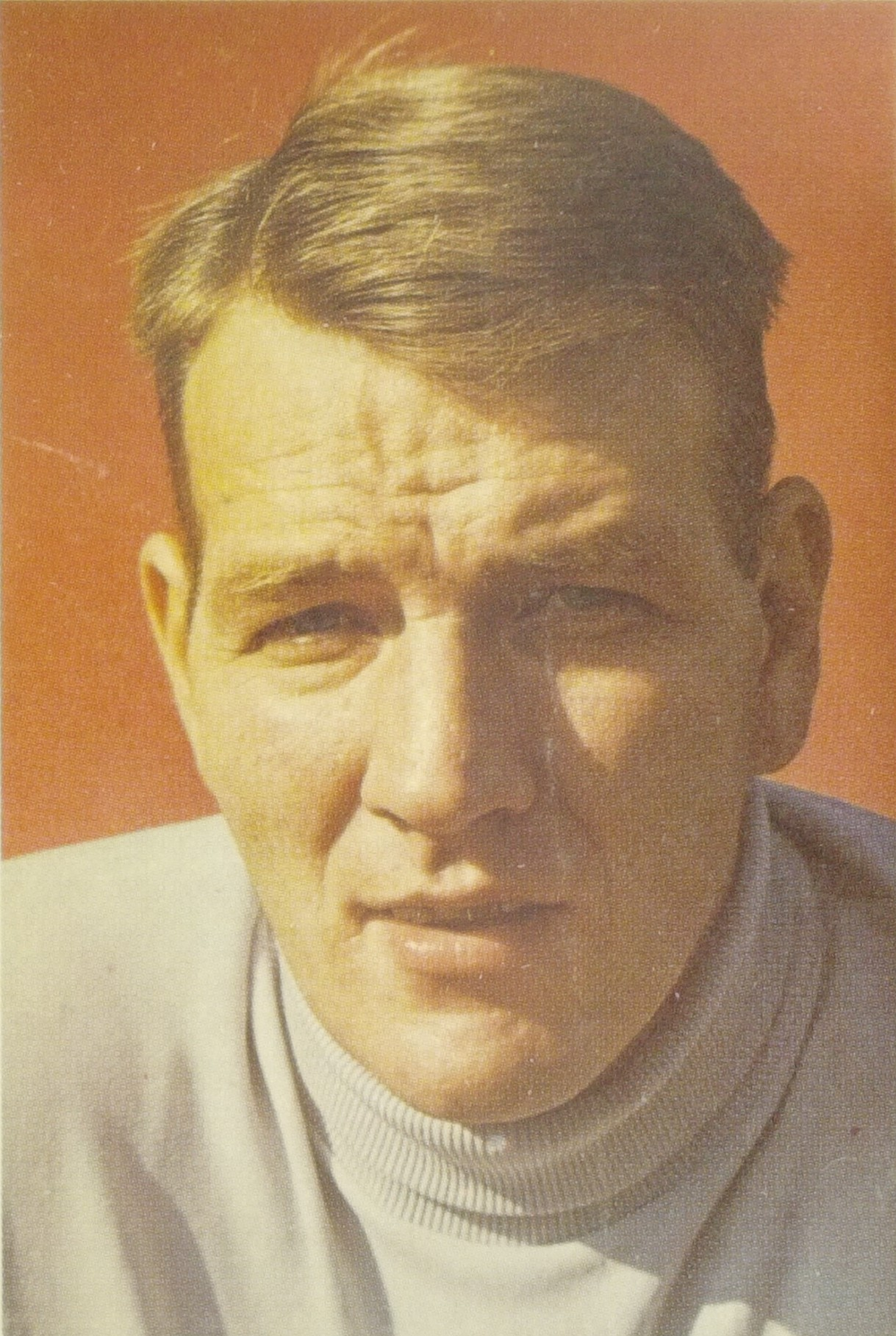
Målvakten Leif Andersson var en av bara tre gaisare som spelade samtliga matcher under säsongen.

| Spelare                    | Matcher | Mål |
| -------------------------- | ------- | --- |
| Bengt Apell                | 22      | 3   |
| Leif Andersson (mv)        | 22      | 0   |
| Kenneth Börjesson          | 22      | 0   |
| Rolf Olsson                | 21      | 11  |
| Yngve Nyqvist              | 21      | 1   |
| Bo Palle                   | 19      | 0   |
| Einar Smith                | 18      | 0   |
| Kent Blomqvist             | 17      | 8   |
| Alf Johansson              | 16      | 8   |
| Lars Olsson                | 15      | 2   |
| Rolf Berglund              | 13      | 1   |
| Sten-Olof Johansson        | 9       | 3   |
| Lennart Johansson          | 6       | 0   |
| Nils Lundberg              | 6       | 0   |
| Sanny Jacobsson            | 4       | 1   |
| Rolf Holmström (1932–2012) | 4       | 0   |
| Leif Skoglund              | 4       | 0   |
| Olle Antonsson             | 2       | 1   |
| Nils Wirén                 | 1       | 0   |